# Manuel Morán
Manuel Morán Velásquez (ur. 20 listopada 1997 w mieście Panama) – panamski piłkarz występujący na pozycji prawego skrzydłowego, od 2024 roku zawodnik kostarykańskiego Pérez Zeledón.